# Lio (álbum)
Lio, también conocido como Premier Album, es el álbum debut de la cantante pop belga Lio. Cuenta con los sencillos de éxito " Amoureux solitaires ", "Amicalement votre" y su gran éxito " Le Banana Split ".

## Sencillos
| Fecha de lanzamiento | Sencillo              | Cifras de ventas | Posiciones                            |
| -------------------- | --------------------- | ---------------- | ------------------------------------- |
| 1979                 | "Le Banana Split"     | 700,000          | # 1 FRA                               |
| 1980                 | "Amoureux solitaires" | 964,000          | # 1 FRA, # 1 ITA, # 10 AUT, # 11, GER |
| 1980                 | "Amicalement votre"   |                  | # 19 FRA, # 59 GER                    |

## Reediciones
El álbum fue lanzado originalmente por la compañía discográfica Ariola (Benelux y España) y Arabella (Francia) en 1980.  Fue relanzado por Warner Music Group en 1996. Finalmente, una segunda reedición de Ze Records siguió en 2005 con cuatro canciones adicionales, incluida la versión extendida del sencillo principal "Le Banana Split", "Teenager" (el lado b de "Le Banana Split") y la versión en español del single "Amoureux solitaires".

## Lista de canciones
| Álbum original |                                          |                                                                   |          |  |
| N.º            | Título                                   | Escritor(es)                                                      | Duración |  |
| 1.             | «Amicalement Votre»                      | Jacques Duvall / Jay Alanski                                      | 2:44     |  |
| 2.             | «J'obtiens toujours tout ce que je veux» | Jacques Duvall / Jay Alanski                                      | 2:33     |  |
| 3.             | «Comix Discomix»                         | Jacques Duvall / Jay Alanski                                      | 3:36     |  |
| 4.             | «La panthère rose»                       | Jacques Duvall / Jay Alanski                                      | 2:35     |  |
| 5.             | «You Go To My Head»                      | Haven Gillespie / J. Fred Coots                                   | 3:39     |  |
| 6.             | «Amoureux solitaires»                    | Elli Medeiros / Jacno / Jacques Duvall (translation - uncredited) | 3:25     |  |
| 7.             | «Si belle et inutile»                    | Jacques Duvall / Jay Alanski                                      | 2:54     |  |
| 8.             | «Bébé vampire»                           | Jacques Duvall / Jay Alanski                                      | 2:40     |  |
| 9.             | «Speedy Gonzales»                        | Jacques Duvall / Jay Alanski                                      | 3:14     |  |
| 10.            | «La petite amazone»                      | Jacques Duvall / Jay Alanski                                      | 3:13     |  |
| 11.            | «Le Banana Split»                        | Jacques Duvall / Jay Alanski                                      | 2:31     |  |
| 12.            | «Oz»                                     | Jacques Duvall / Jay Alanski                                      | 2:17     |  |
| 45:00          |                                          |                                                                   |          |  |

| Bonus Tracks (on ZE Records 2005 re-release) |                                         |          |  |
| N.º                                          | Título                                  | Duración |  |
| 1.                                           | «Teenager»                              | 5:23     |  |
| 2.                                           | «Je ne sais pas dire oui»               | 4:37     |  |
| 3.                                           | «Amantes Solitarios»                    | 4:00     |  |
| 4.                                           | «Le Banana Split (Version Longue 1979)» | 6:19     |  |

Según la autobiografía Pop Model de Lio,  fue su letrista Jacques Duvall quien tradujo la letra de "Lonely Lovers", la canción original en inglés de la banda punk francesa Stinky Toys que se convirtió en "Solitarios Amoureux". Sin embargo, si el compositor y guitarrista Jacno aprobó la portada, el cantante y letrista Elli Medeiros no lo hizo. Al final, Duvall no pudo tener su nombre en los créditos oficiales de la canción y no recibió ninguna regalía por ello.

## Personal
- Coordinador [Coordinación de reemisión], notas de línea, diseño [Digipak y diseño de folletos] - Michel Esteban
- Diseño [Diseño de portada de arte original] - Marc Borgers
- Fotografía [Folleto de fotos] - Guido Marco
- Productor - Dan Lacksman (pistas: 1 a 5, 7 a 16), Marc Moulin (pistas: 1 a 5, 7 a 16)
- Grabado por - Alan Ward
- Remasterizado por - Charlus de la Salle

## Charts
| Gráfico (2013)                     | Posición |
| ---------------------------------- | -------- |
| Tabla de álbumes franceses de SNEP | 9        |

## Certificaciones
| Región  | Ventas (1980) |
| ------- | ------------- |
| Francia | 150,000       |

## Lado B
| Canción                                                   | Soltero                                                            |
| --------------------------------------------------------- | ------------------------------------------------------------------ |
| "Teenager"                                                | Vinilo "Le Banana Split" / 7 "(Bélgica y Francia)                  |
| "Le Banana Split (Long Disco Version)"                    | "Le Banana Split" / 12 "maxi vinilo (Bélgica y Francia)            |
| "Marie Antoinette" (English Version of "Le Banana Split") | "Le Banana Split" / 7 "vinilo (Reino Unido)                        |
| "Petite amazone"                                          | "Amoureux solitaires" / vinilo 7 "                                 |
| "Speedy Gonzales"                                         | "Amoureux solitaires" / 7 "vinilo (Canadá)                         |
| "Si belle et inutile"                                     | "Amicalement votre" / 7 "vinilo (Francia, Alemania y Países Bajos) |
| "You Go To My Head"                                       | "Amicalement votre" / 7 "vinilo (Japón)                            |